# Velho Barreiro
Velho Barreiro är ett av Brasiliens största och mest populära cachaçamärken och den första lagrade cachaçan i Sverige. Velho Barreiro använder för framställningen av sin cachaça endast juice av de bästa sockerrören. Efter den första destillationsprocessen filtreras alkoholen och får vila en tid innan den filtreras igen en andra gång. Efter den andra filtreringen lagras cachaçan på träfat av det speciella brasilianska träslaget Jequitibá Rosa. Detta träslag ger en unik fatkaraktär, något Velho Barreiro varit känt för sedan 1873, därför kallas den också för "Originalet" i Brasilien. I Sverige finns idag tre varianter av Velho Barreiro; Traditional, Gold och Reserva Especial 10 yo.
Traditional är lagrad på fat i 6 månader medan Gold är lagrad i 3 år och har en guldtonad färg. Reserva Especial är lagrad i 10 år och är en av de mest exklusiva cachaça som finns på marknaden.